# Comitê de Relações Exteriores do Senado dos Estados Unidos
O Comitê de Relações Exteriores (Senate Committee on Foreign Relations, em inglês) é o comitê permanente do Senado dos Estados Unidos encarregado de toda a legislação, deliberação e votação relacionadas à agenda diplomática estadunidense na câmara alta do Congresso. Dentre inúmeras incumbências do órgão figuram principalmente a ratificação de tratados comerciais internacionais, a autorização de programas de apoio externo e apreciação e eventual confirmação de indicados à cargos do Departamento de Estado. A Câmara dos Representantes também possui um comitê equivalente com atribuições semelhantes.
Juntamente com o Comitê de Justiça e o Comitê de Finanças, o Comitê de Relações Exteriores é um dos mais antigos do Senado estadunidense ainda em plena atividade, tendo sido formado originalmente em 1816. Desde então, o órgão têm desempenhado um papel singular em diversos tratados internacionais envolvendo os Estados Unidos como, por exemplo, a aquisição do Alasca de 1867, a fundação das Nações Unidas em 1945 e a aprovação do Plano Marshall ao fim da Segunda Guerra Mundial. Oito presidentes dos Estados Unidos serviram como membros deste comitê antes de seus respectivos mandatos presidenciais (Andrew Jackson, James Buchanan, Andrew Johnson, Benjamin Harrison, Warren Harding, John F. Kennedy, Barack Obama e Joe Biden) assim como 19 Secretários de Estado integraram o órgão antes de assumir o cargo em um gabinete presidencial.
O Comitê de Relações Exteriores é tido como um dos principais e mais poderosos órgãos deliberativos do Senado estadunidense devido principalmente ao seu longevo histórico de atividade e o amplo impacto sobre a política do país dado que deste comitê dependem todas as nomeações de gabinete envolvendo o Departamento de Estado e, portanto, a própria política externa estadunidense.

## Incumbências
Em 1943, uma análise confidencial do Comitê de Relações Exteriores do Senado pelo estudioso britânico Isaiah Berlin para o Ministério das Relações Exteriores do Reino Unido declarou:
| “ | O Senado dos Estados Unidos ... mantém uma vigilância atenta sobre a política externa, não apenas na teoria, mas na prática. A maioria de dois terços do Senado necessária para a ratificação de todos os tratados estrangeiros é apenas o mais conhecido de seus poderes, mas seu controle geral sobre toda a legislação e seu poder de veto sobre a nomeação de embaixadores e outros altos funcionários públicos, e a influência de seus pontos de vista sobre a opinião pública, conferem-lhe uma posição única na determinação da política externa dos Estados Unidos. O órgão do Senado que molda essa política é o Comitê de Relações Exteriores, que tem o poder de alterar, atrasar e, em certas circunstâncias políticas, vetar quase todas as principais políticas nesse campo. | ” |

## História
Entre 1887 e 1907, o senador Democrata John Tyler Morgan, do Alabama, desempenhou um papel de liderança no comitê. Morgan defendeu a criação de um canal ligando os oceanos Atlântico e Pacífico através da Nicarágua, ampliando as atividades da marinha mercante e da Marinha dos Estados Unidos além de permitir uma maior abordagem diplomática para a anexação dos territórios do Havaí e Porto Rico e também de Filipinas e Cuba. Nos planos de Morgan, os mercados latino-americanos e asiáticos se tornariam um novo mercado de exportação para o algodão, carvão, ferro e madeira do Alabama e o canal tornaria o comércio com o Pacífico muito mais viável. Em 1905, a maioria de seus projetos tornou-se realidade com a exceção de que o canal na verdade corta o Panamá e não a Nicarágua.
Durante a Segunda Guerra Mundial, o comitê assumiu a liderança na rejeição da doutrina diplomática isolacionista tradicional e na subsequente projeção de uma nova política externa internacionalista baseada na suposição de que as Nações Unidas seriam uma força muito mais eficaz do que a já enfraquecida Liga das Nações. Uma grande preocupação dos congressistas norte-americanos era estabelecer um papel mais significativo do Congresso na política externa estadunidense pós-guerra. O senador Republicano Arthur Vandenberg, do Michigan, foi um dos principais defensores de maior protagonismo do Senado em questões diplomáticas.
Em 1966, à medida que as tensões sobre a Guerra do Vietnã aumentavam, o comitê organizou audiências sobre um possível restabelecimento de relações com a China comunista. Neste período, diversos setores da sociedade e principalmente especialistas acadêmicos em Leste Asiático sugeriam a adoção de uma nova política de contenção sem isolamento. As audiências conduzidas pelo Comitê de Relações Exteriores neste período tiveram um impacto maior a longo prazo quando Richard Nixon assumiu a Casa Branca em 1969 e deu início a uma política de détente com a China. Ainda abordando questões secundárias desta reaproximação, como o apoio ou reconhecimento formal governo de Pequim paralelo à manutenção das relações com Taiwan, o Comitê redigiu a Lei de Relações com Taiwan em 1979 que permitiu aos Estados Unidos manter relações amistosas com Taiwan e desenvolver novas relações com a China.

## Composição atual

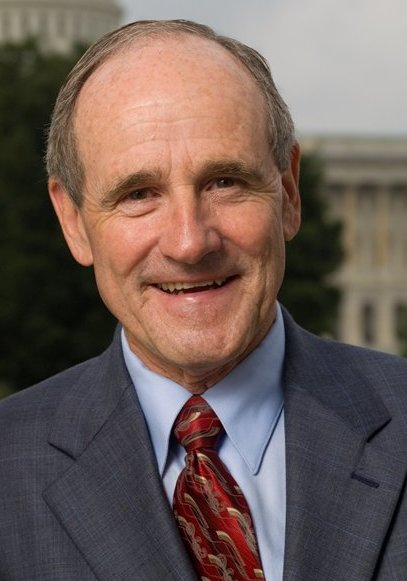
Jim Risch (Membro Sênior)
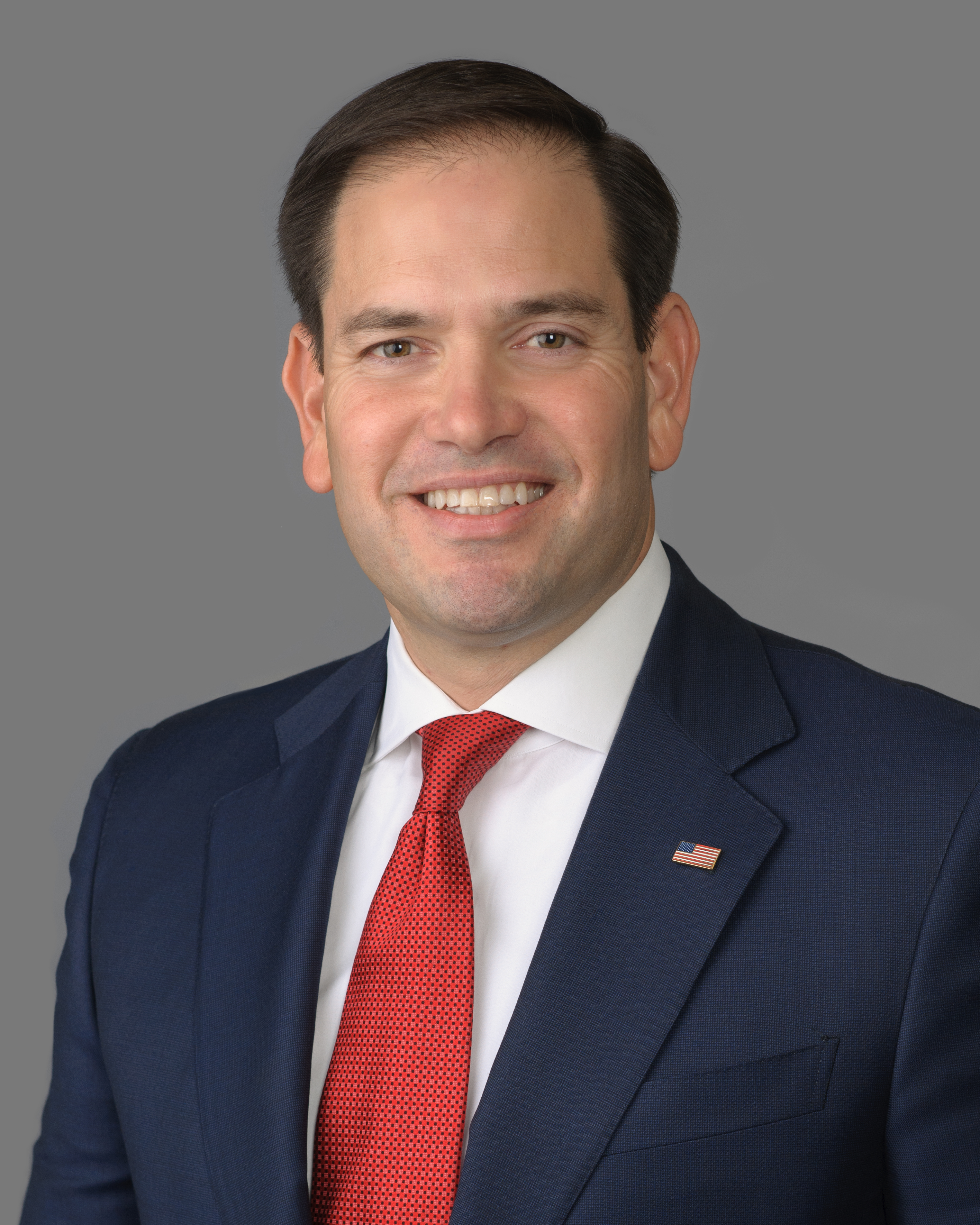
Marco Rubio
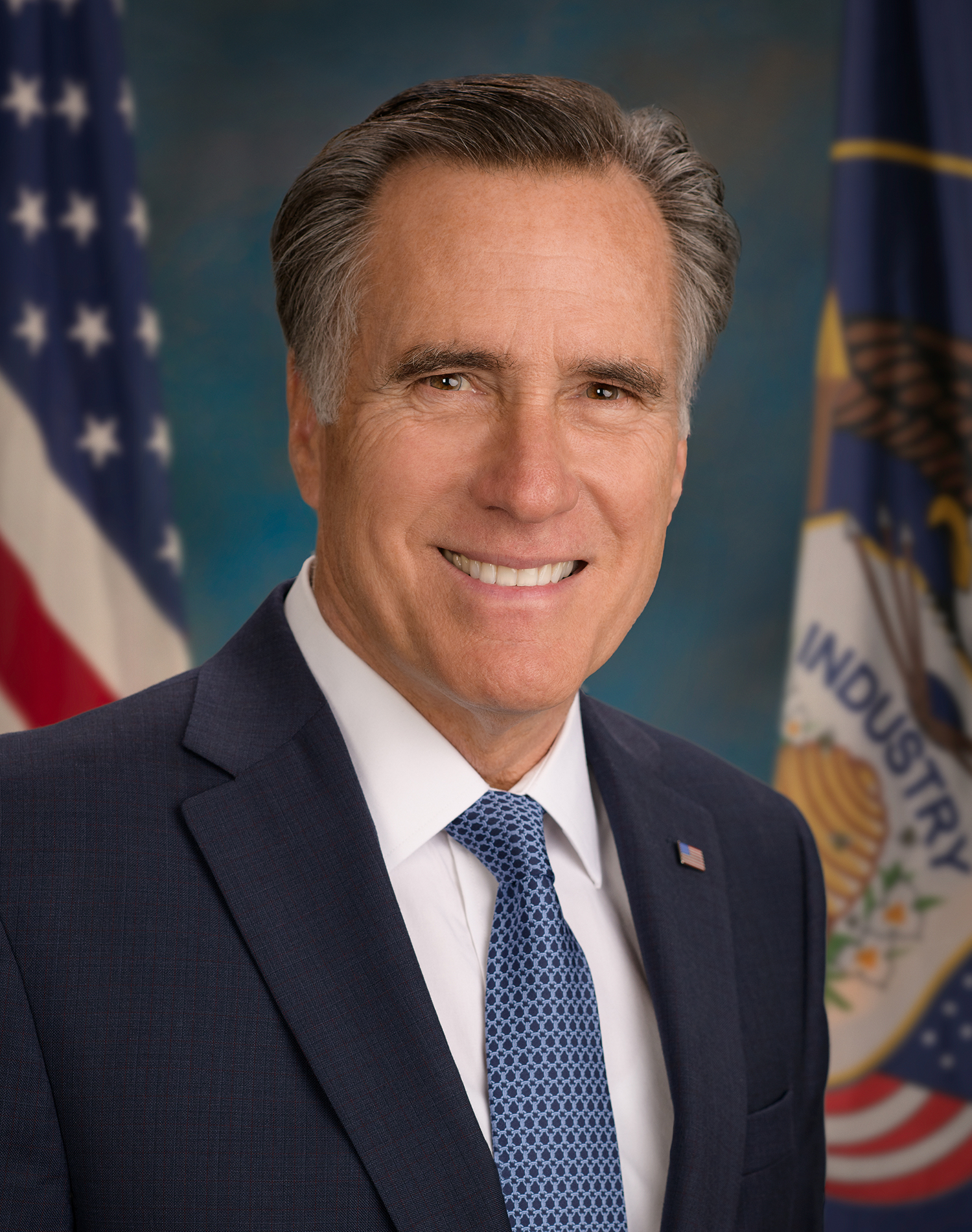
Mitt Romney
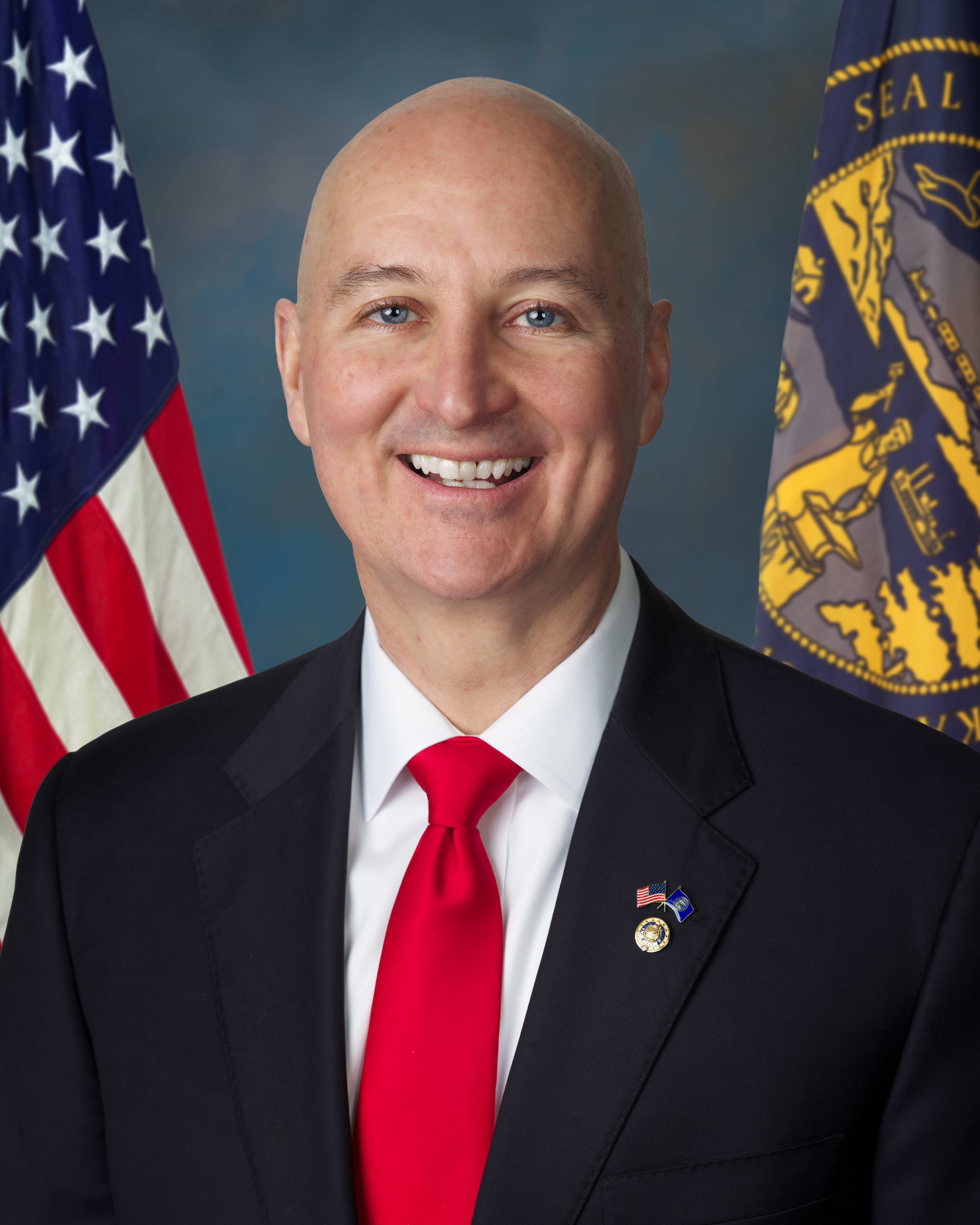
Pete Ricketts
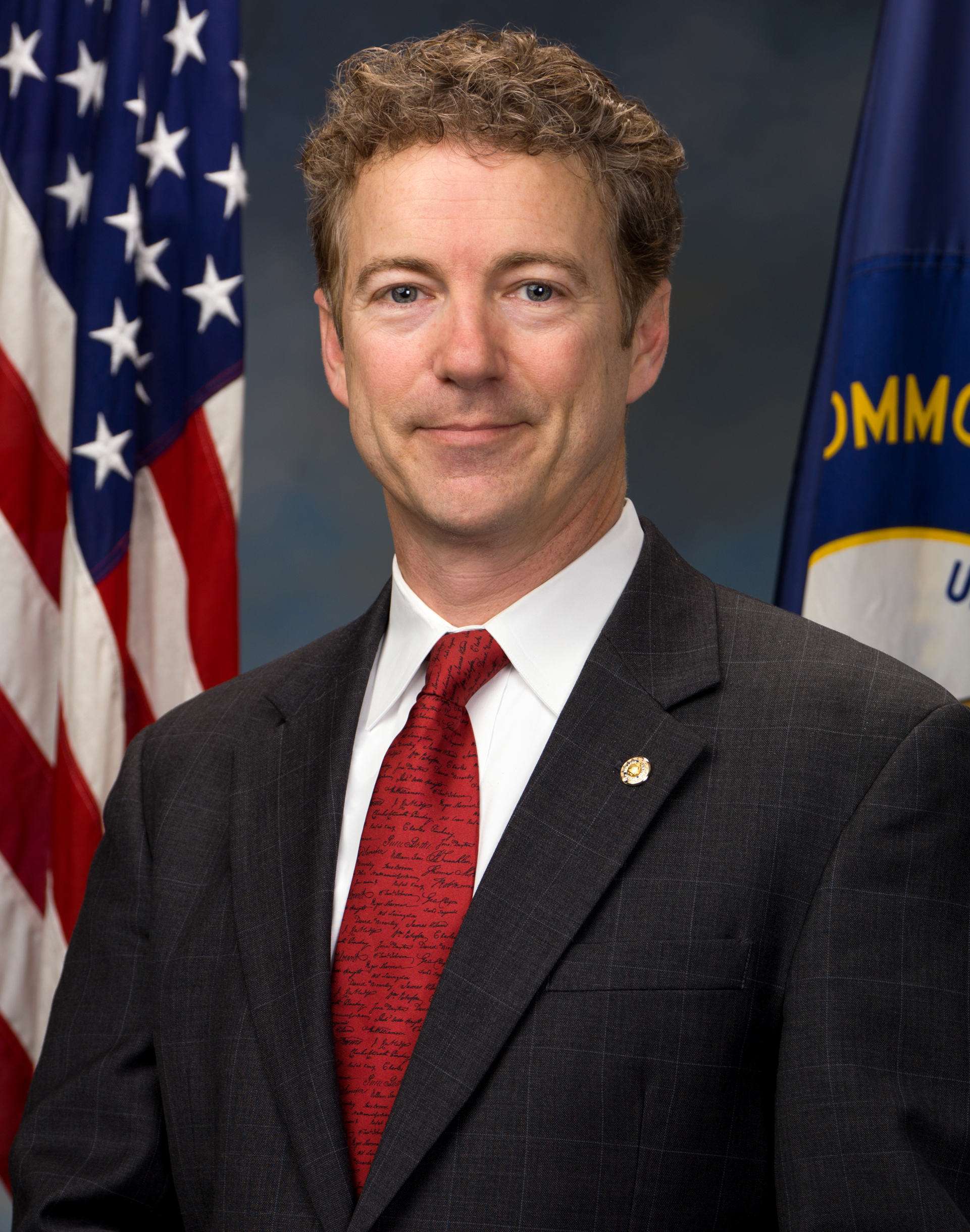
Rand Paul
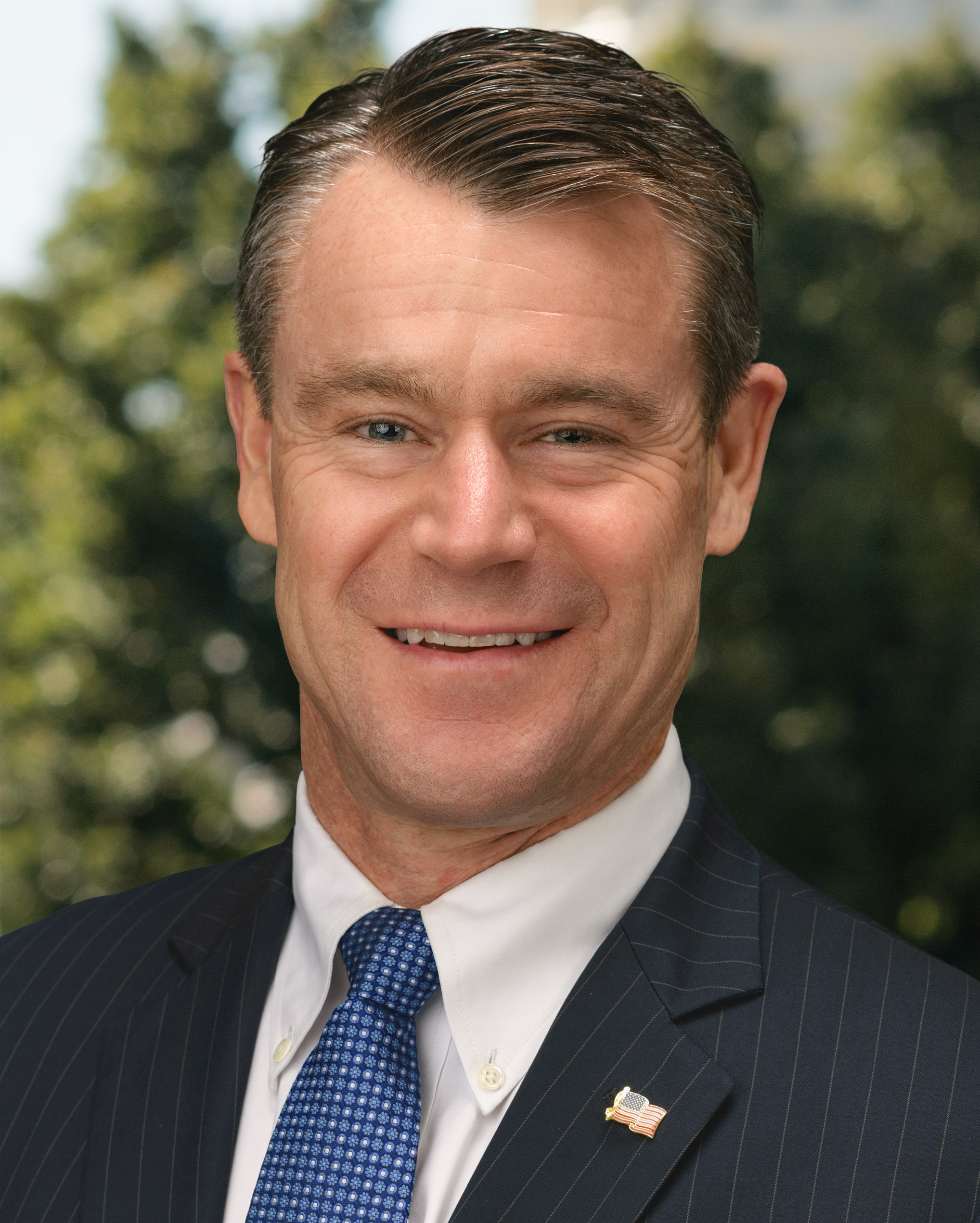
Todd Young
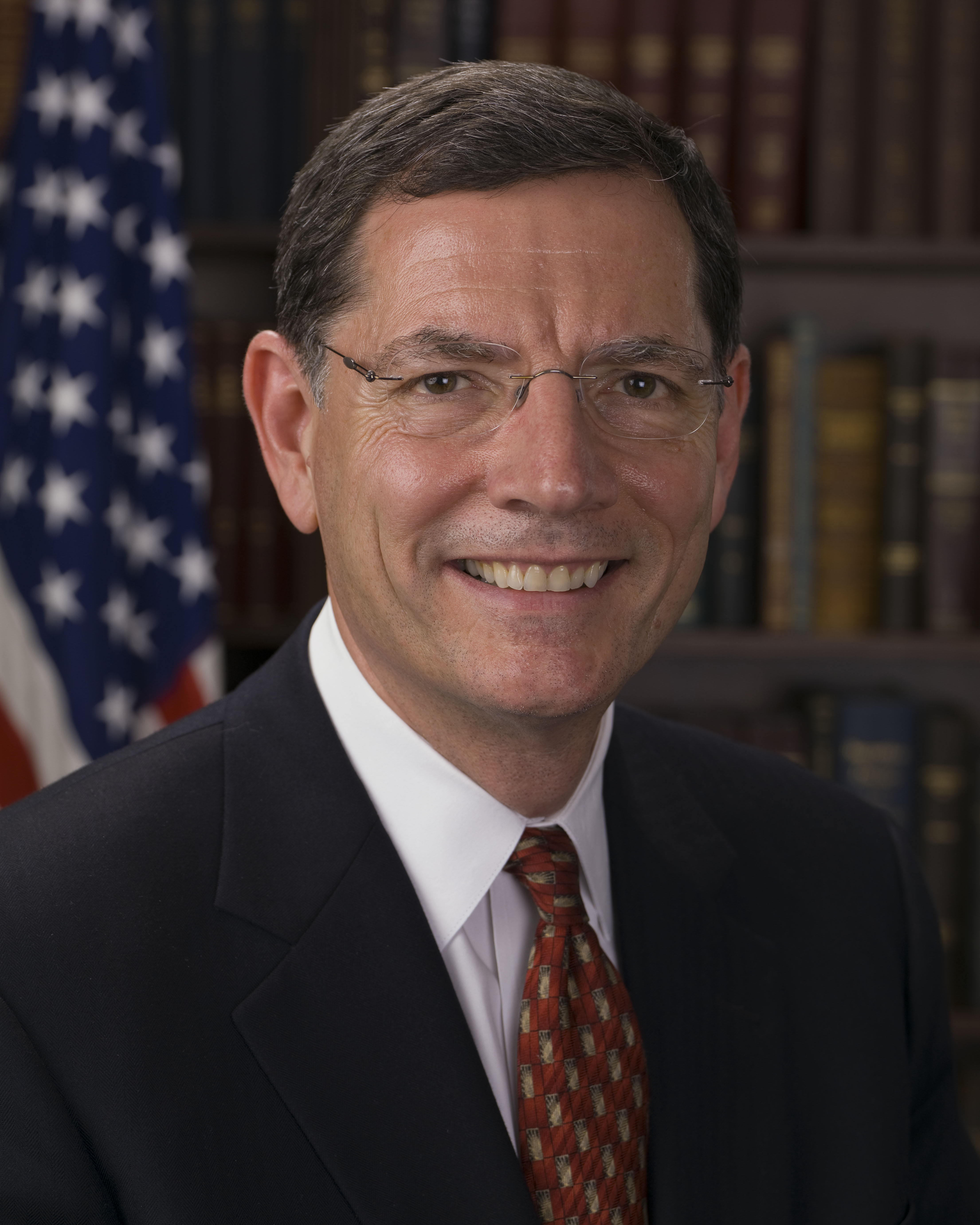
John Barrasso
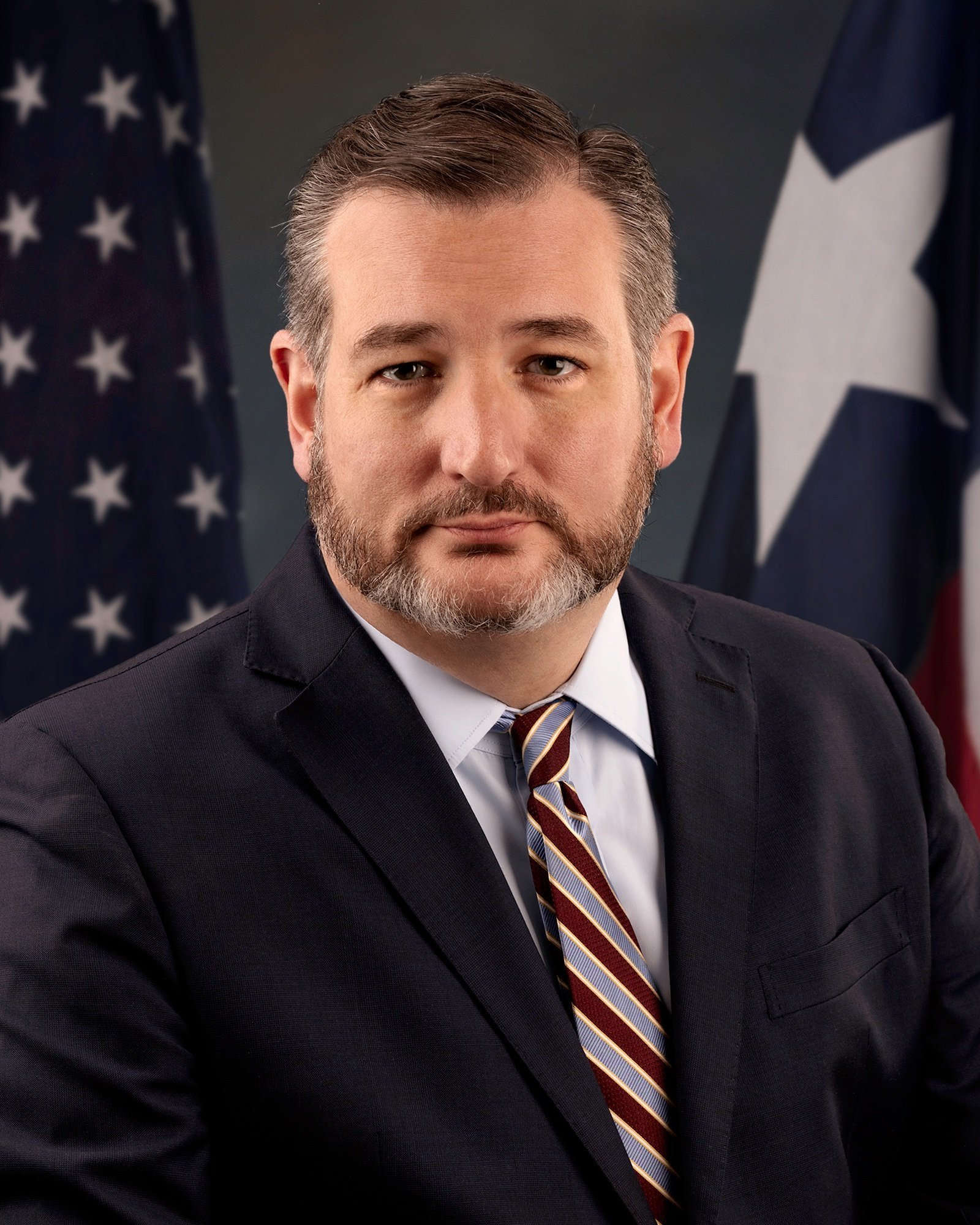
Ted Cruz
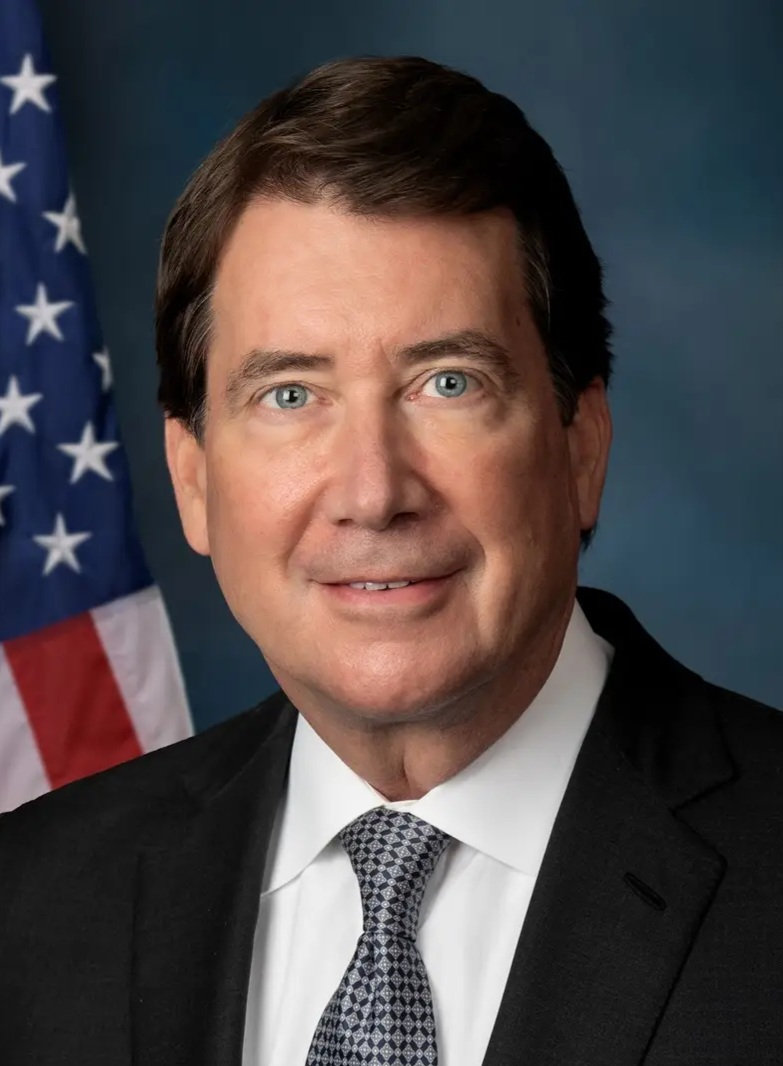
Bill Hagerty
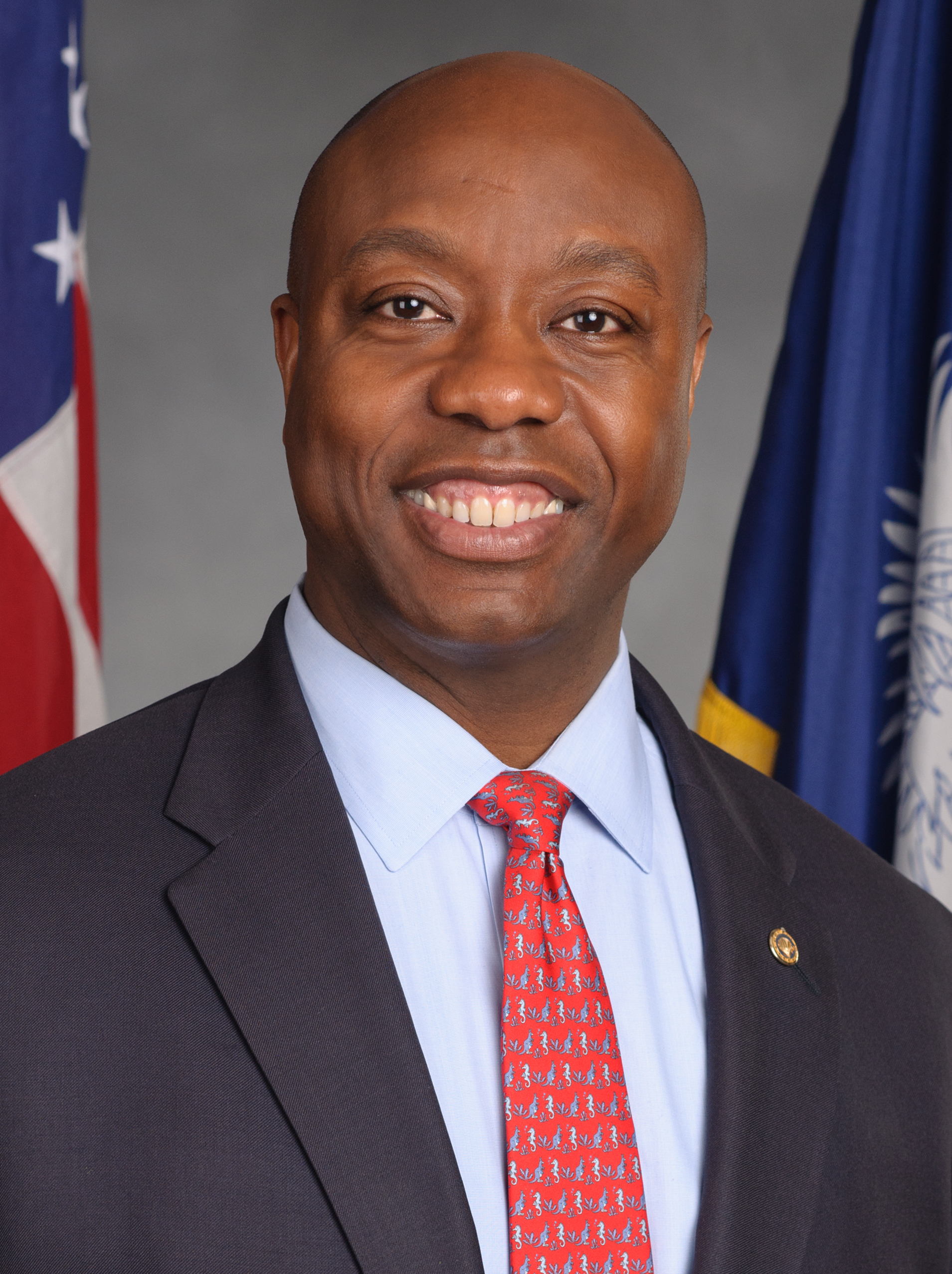
Tim Scott

No 118.º Congresso dos Estados Unidos, o Comitê de Relações Exteriores do Senado dos Estados Unidos é composto pelos seguintes Senadores:
Maioria (Partido Democrata)

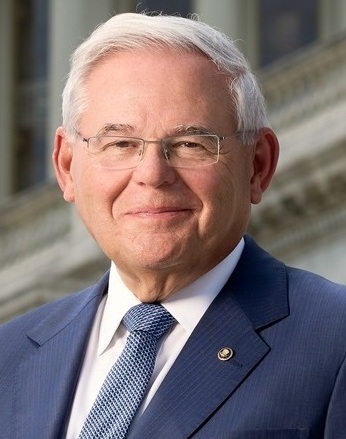
Bob Menendez Nova Jérsei (Presidente)
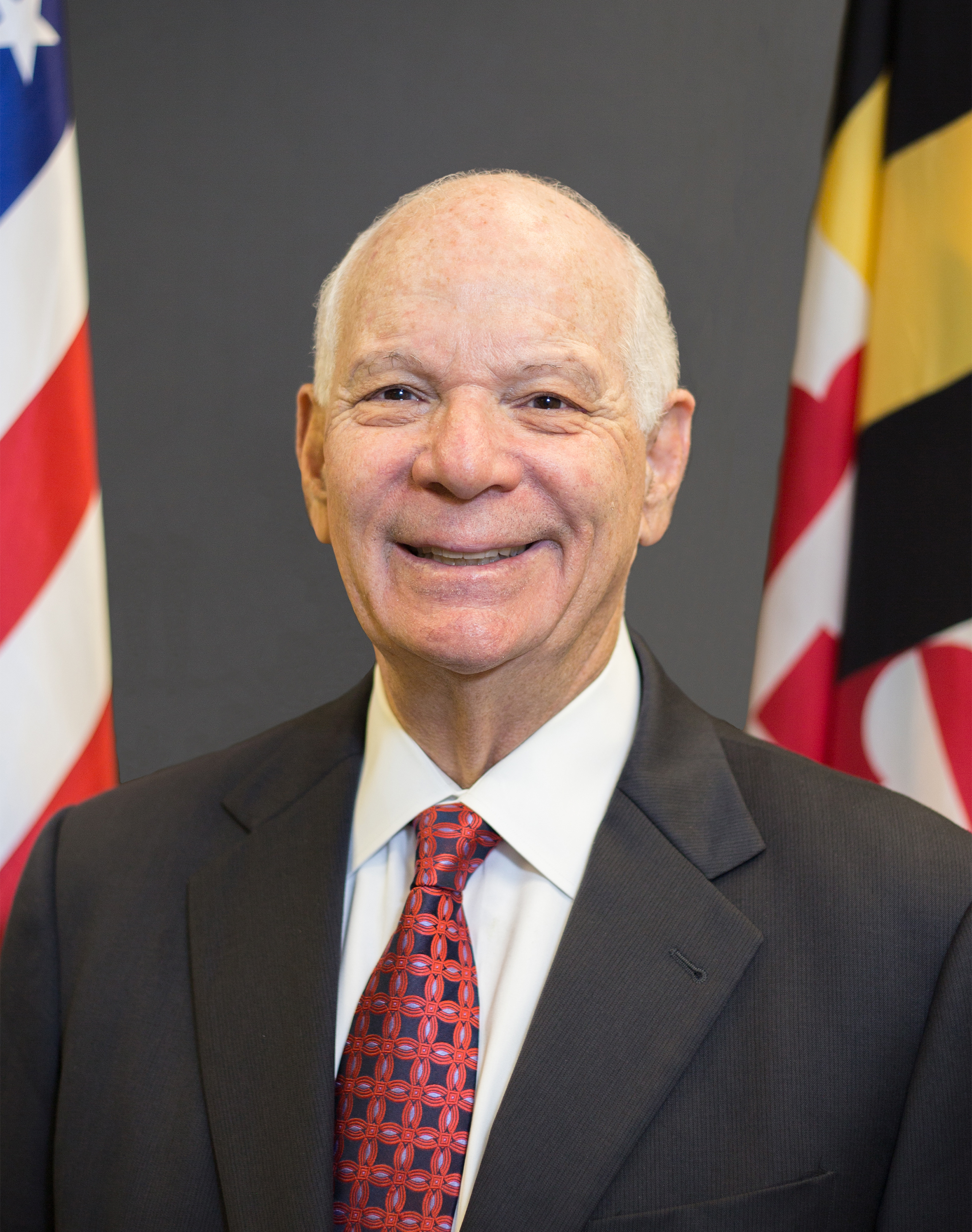
Ben Cardin Maryland
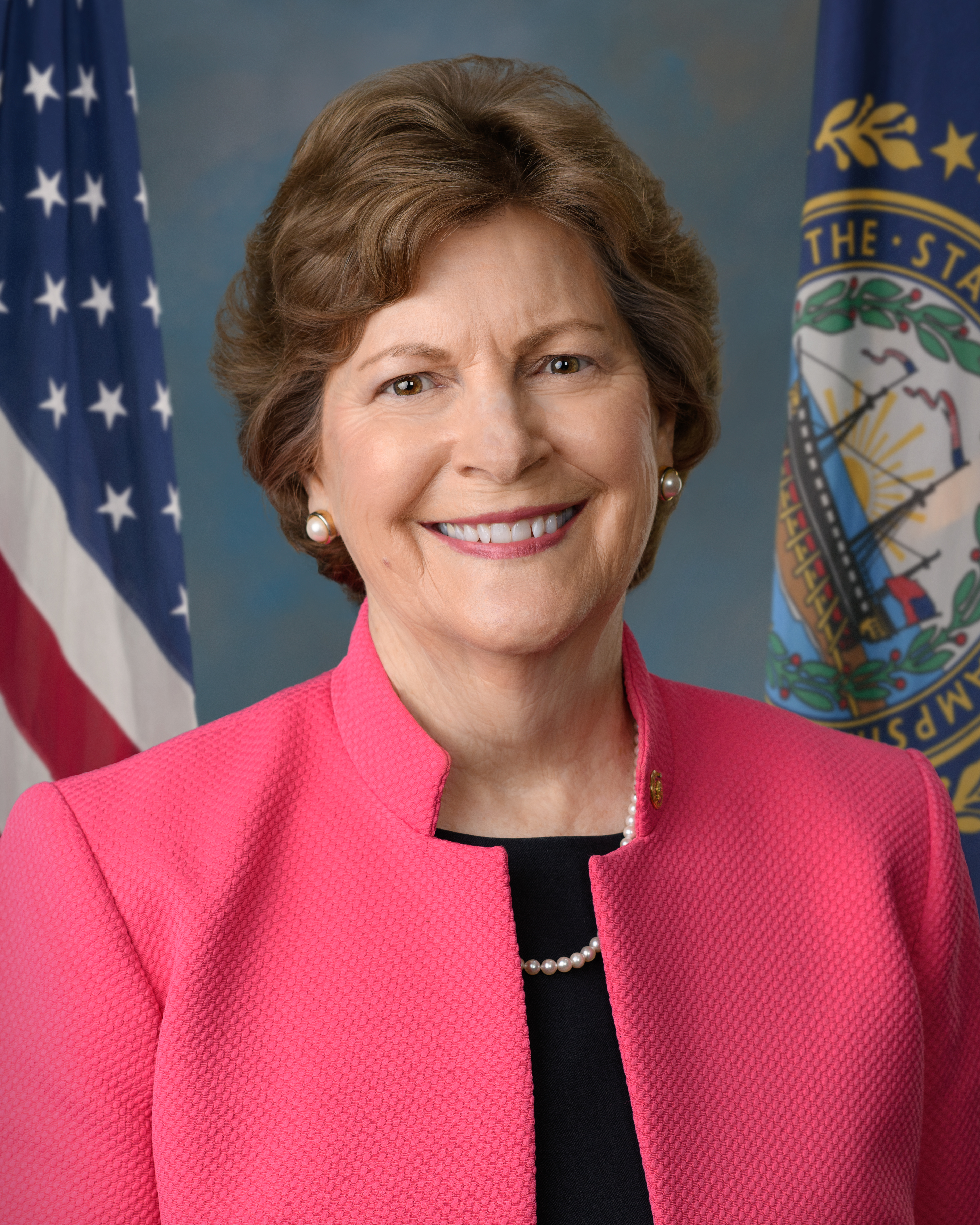
Jeanne Shaheen
 Nova Hampshire
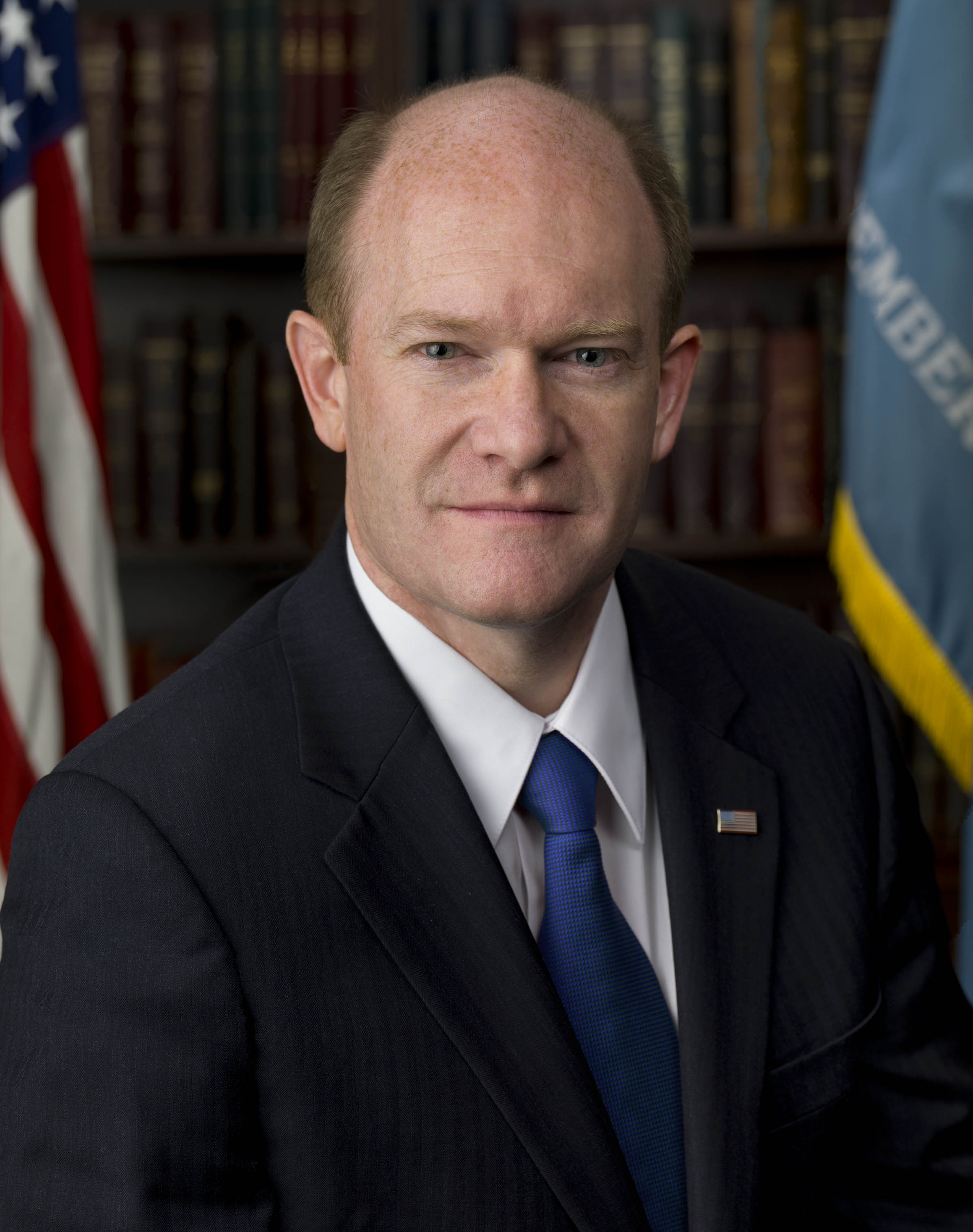
Chris Coons
 Delaware
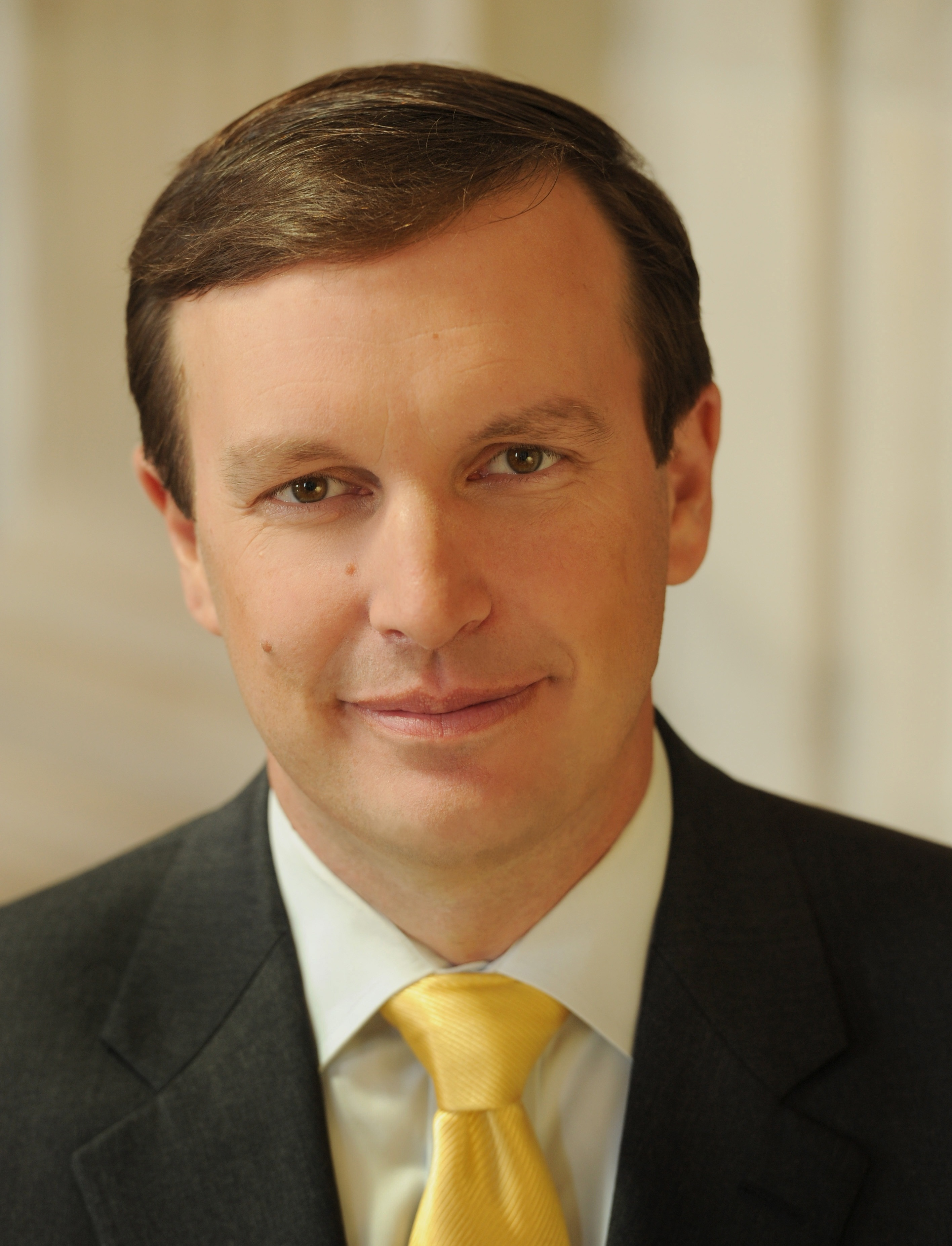
Chris Murphy
 Colorado
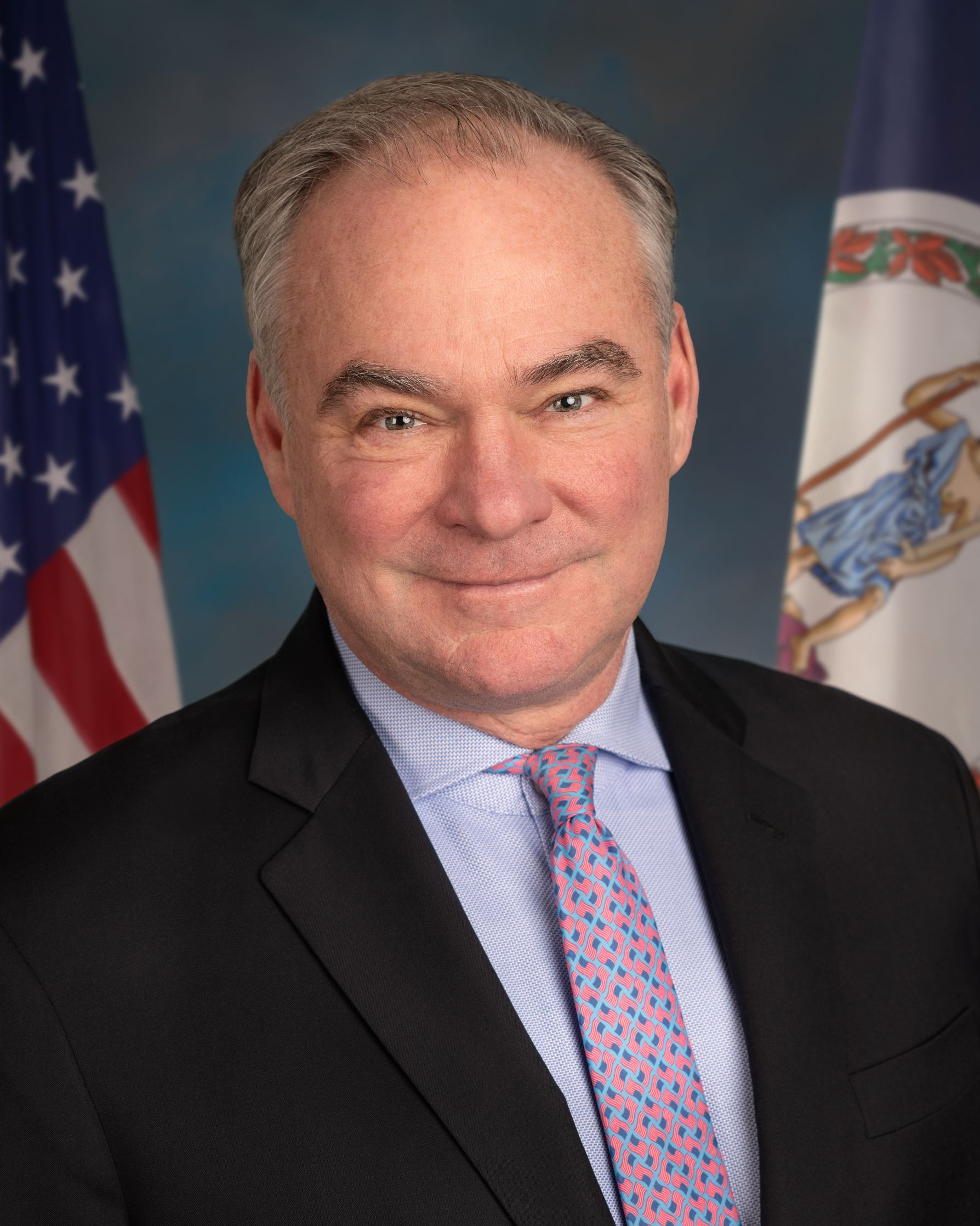
Tim Kaine Virgínia
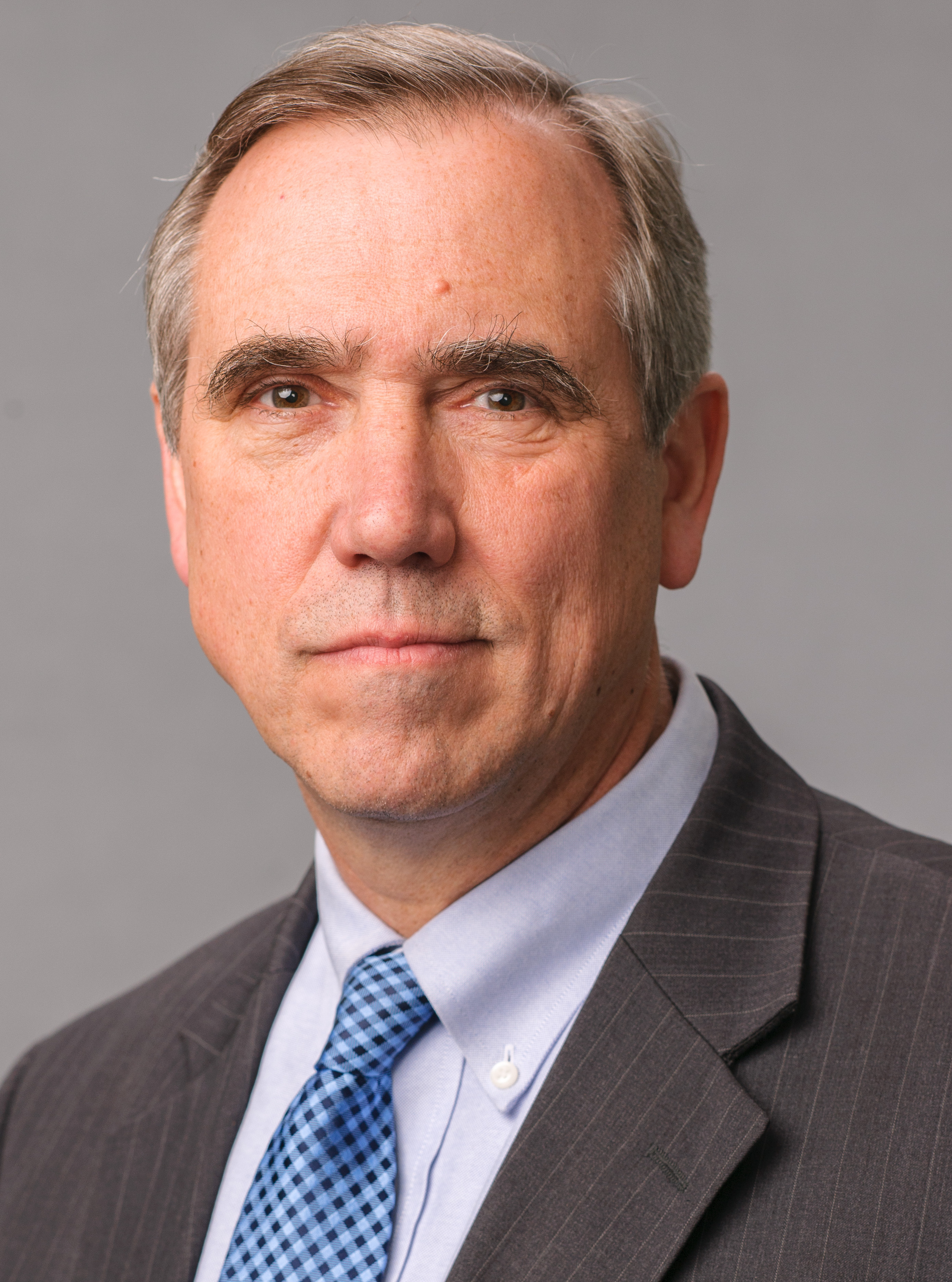
Jeff Merkley
 Oregon
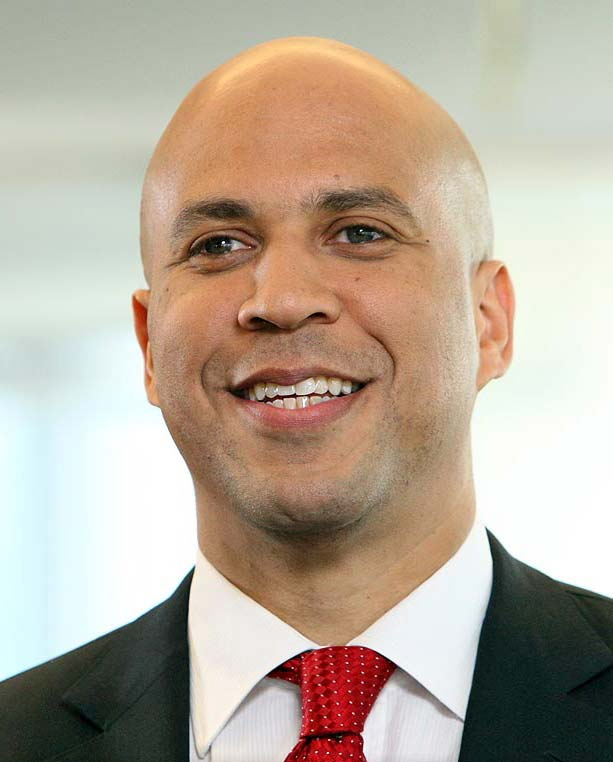
Cory Booker
 Nova Jérsei
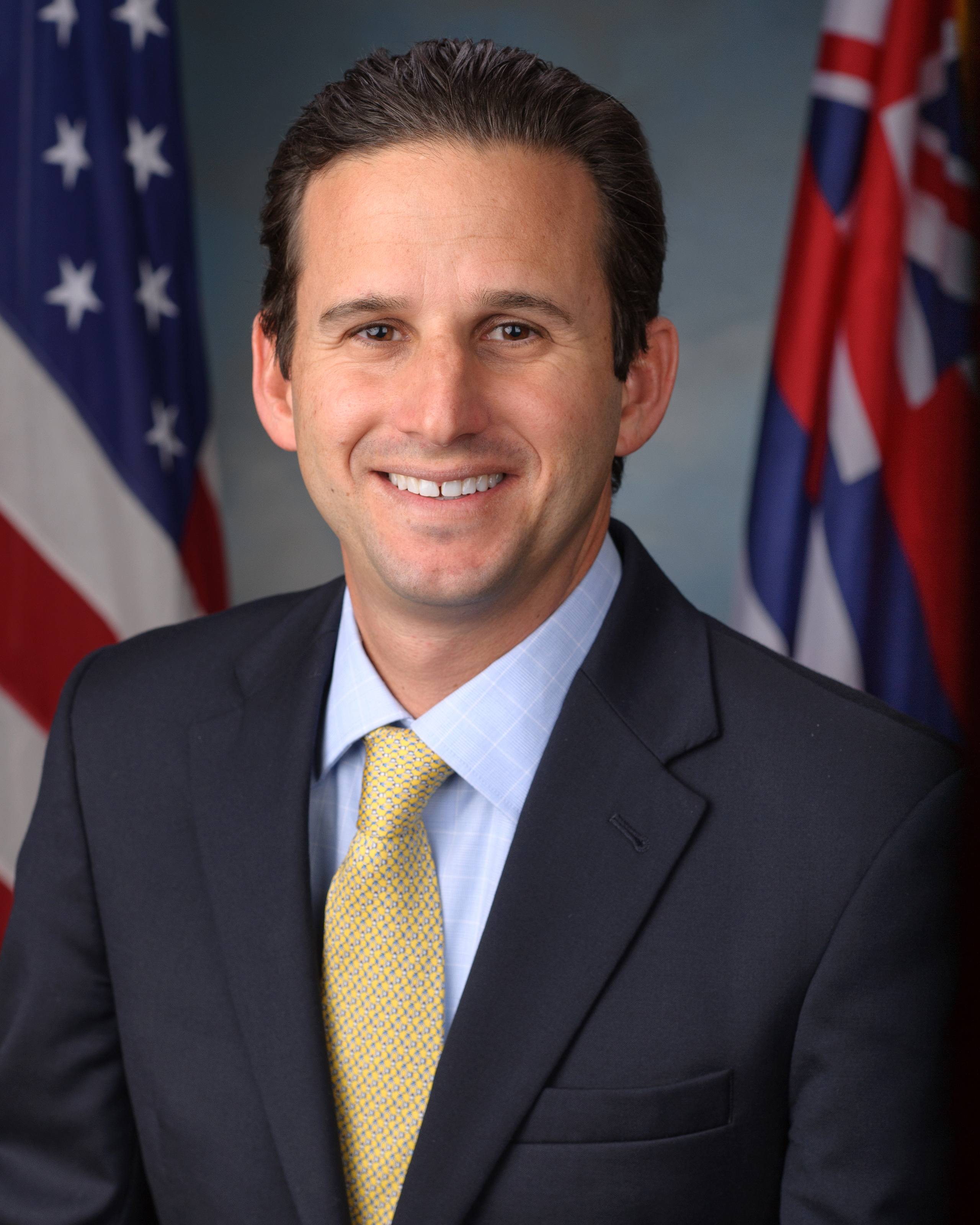
Brian Schatz
 Havaí
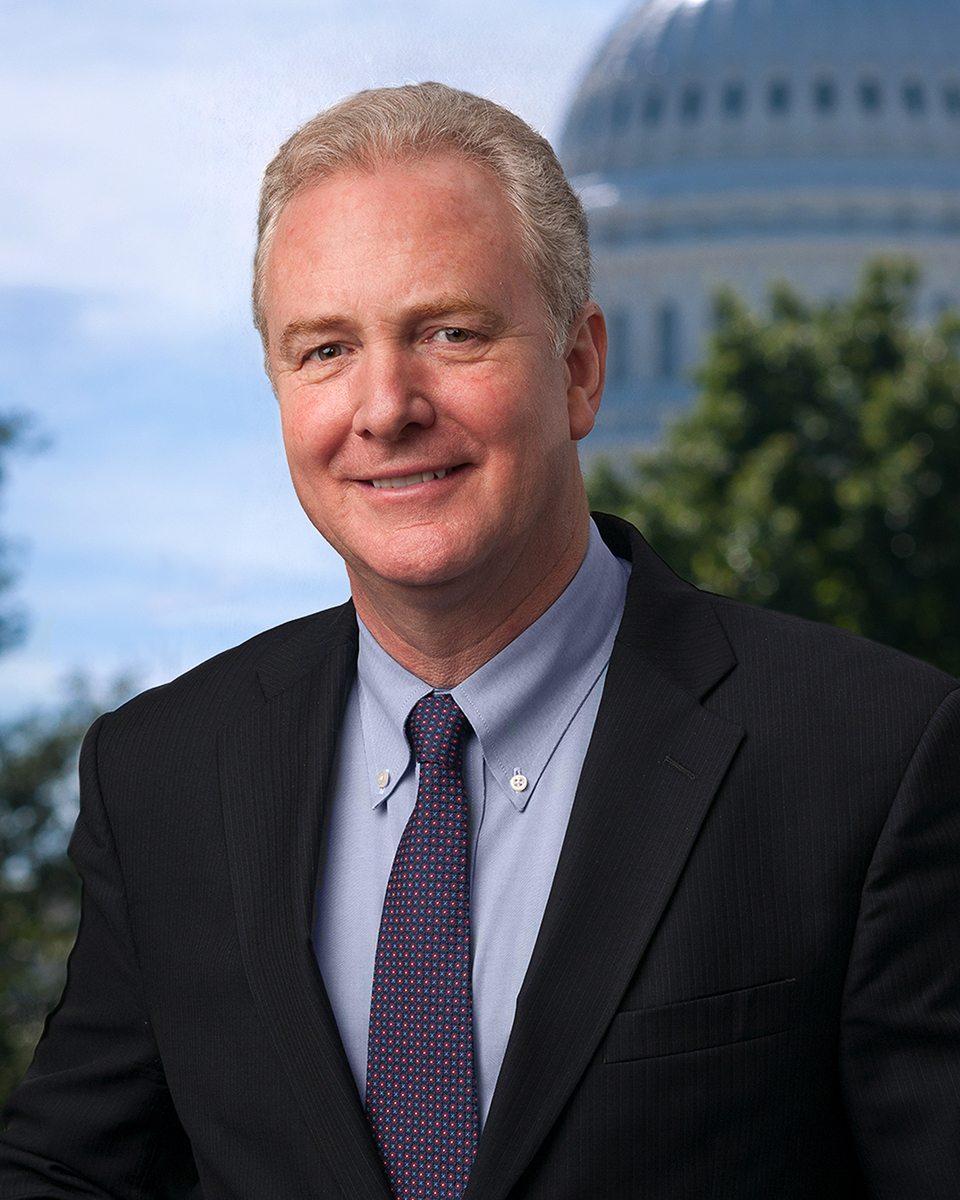
Chris Van Hollen Maryland
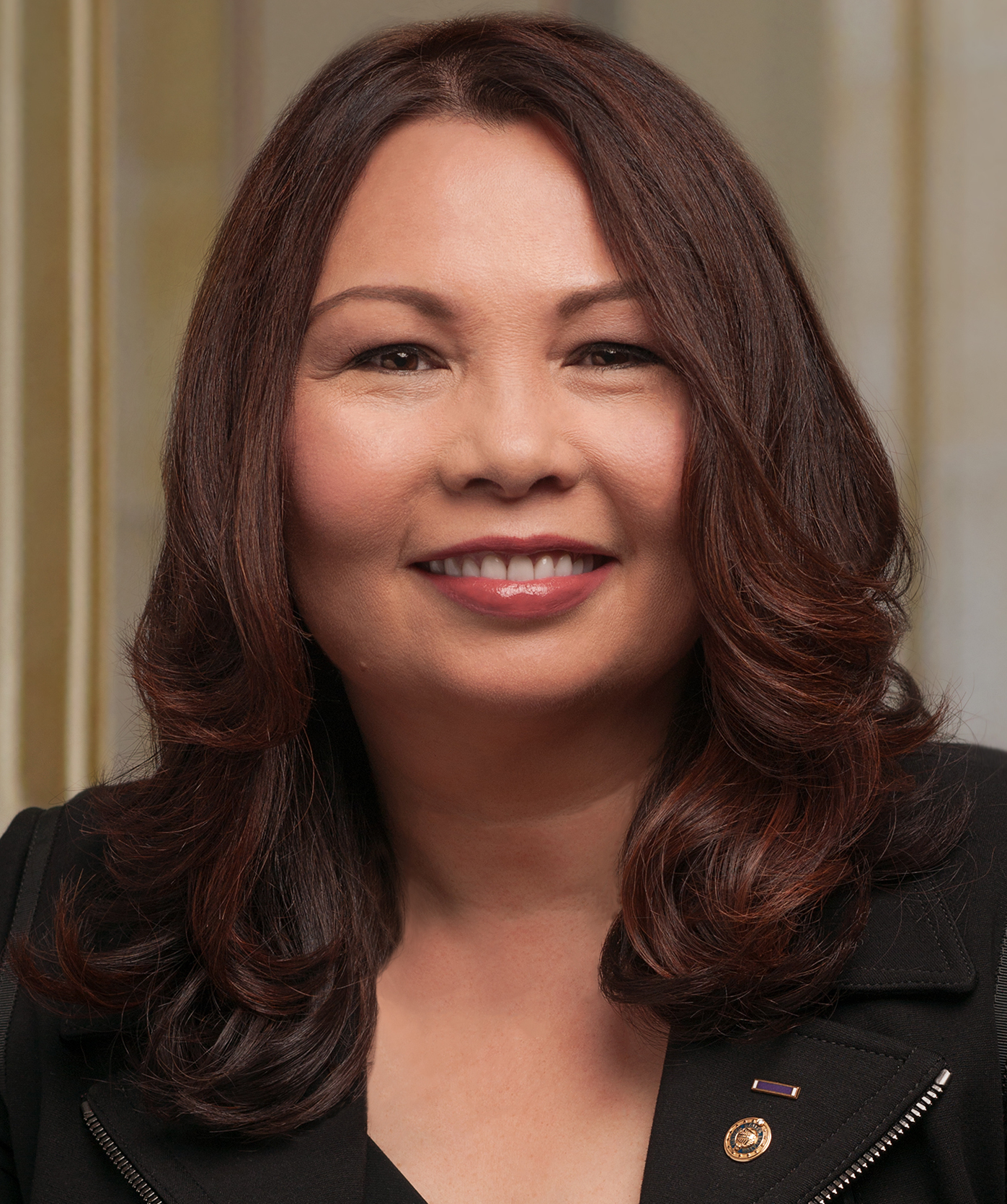
Tammy Duckworth
 Illinois

Minoria (Partido Republicano)
- Jim Risch
 Idaho
(Membro Sênior)
- Marco Rubio
 Flórida
- Mitt Romney
 Utah
- Pete Ricketts
 Nebraska
- Rand Paul
 Kentucky
- Todd Young
 Indiana
- John Barrasso
 Wyoming
- Ted Cruz
 Texas
- Bill Hagerty
 Tennessee
- Tim Scott
 Carolina do Sul